# Boloria pyreneorientalis
Boloria pyreneorientalis är en fjärilsart som beskrevs av De Lesse 1962. Boloria pyreneorientalis ingår i släktet Boloria och familjen praktfjärilar. Inga underarter finns listade i Catalogue of Life.